# أماندا فروتير
أماندا فروتير هي متزحلقة كندية، ولدت في 9 مارس 1978 في إدمونتون في كندا.

## وصلات خارجية
- أماندا فروتير على موقع الاتحاد الدولي للتزلج (التزلج الريفي) (الإنجليزية)
- أماندا فروتير على موقع أوليمبيديا (الإنجليزية)